# Hwang Kjong-son
Hwang Kjong-son (korejským písmem 황경선; * 21. května 1986 Namjangdžu) je bývalá jihokorejská taekwondistka. Soutěžila ve velterové váze do 67 kg a je díky zisku dvou zlatých a jedné bronzové medaile nejúspěšnější taekwondistkou v historii letních olympijských her.

## Kariéra
V roce 2003 se stala juniorskou mistryní Asie. Na OH 2004 prohrála na úvod s pozdější olympijskou vítězkou Luo Wej z Číny a po třech vítězstvích v opravách získala bronzovou medaili. Zvítězila na mistrovství světa v taekwondu 2005 a Asijských hrách 2006, skončila druhá na Univerziádě 2006. Titul mistryně světa obhájila na mistrovství světa v taekwondu 2007. Ve finále pekingské olympiády v roce 2008 porazila Kanaďanku Karine Sergerieovou 2:1 na body. V květnu 2012 získala stříbrnou medaili na mistrovství Asie. Olympijské zlato obhájila v Londýně na OH 2012, kde ve finále zdolala evropskou šampiónku Nur Tatarovou z Turecka poměrem 12:5. Celkově ve své kariéře vyhrála 46 z 59 střetnutí.